# 布克利根韦尔特地区基希施拉格
布克利根韦尔特地区基希施拉格是奥地利下奥地利州维也纳新城城郊县的一个市镇。总面积57.96平方公里，总人口2876人，人口密度49.6人/平方公里（2005年）。